# Karl Kreil
Karl Kreil (Ried im Innkreis (Felső-Ausztria), 1798. november 4. – Bécs, 1862. december 21.) osztrák meteorológus és csillagász.

## Élete
Tanulmányait Bécsben végezte, ahol jogot, matematikát és csillagászatot tanult. 1827-ben a bécsi csillagdán asszisztens, 1831-ben pedig a milánói obszervatórium növendéke lett. 1838-ban a prágai csillagvizsgáló intézetben segéd, 1845-ben pedig annak igazgatója, végül 1851-ben a bécsi meteorológiai és földmágnességi központi intézet igazgatója lett. Kreil számos mágnességi és földrajzi helymeghatározást végzett. Ezenkívül több önjelző meteorológiai műszert szerkesztett. Kiadta az Astronomisch-meteorologisches Jahrbuch für Prag (1842-45) és a Jahrbücher der Zentralanstalt für Meteorologie und Erdmagnetismus című folyóiratokat.

## Nevezetesebb munkái
- Versuch, den Einfluss des Mondes auf den atmosphärischen Zustand unserer Erde zu erkennen (Prága 1841, XXV.)
- Über die Natur und Bewegung der Kometen (uo. 1843)
- Magnetische und geographische Ortsbestimmungen im österreichischen Kaiserstaat (Bécs 1846-51, 5 kötet)
- Anleitung zu magnetischen Beobachtungen (2. kiad., uo. 1858)
- Entwurf eines meteorologischen Beobachtungssystems für d. österreichische Monarchie (uo. 1850)
- Über den Einfluss d. Alpen auf d. Äusserungen d. magnetischen Erdkraft (uo. 1850)
- Einfluss des Mondes auf die magnetische Deklination (uo. 1852)